# Pigeon des rochers
Columba rupestris
Espèce
Statut de conservation UICN

 LC  : Préoccupation mineure
Le Pigeon des rochers (Columba rupestris) est une espèce d'oiseau de la famille des Columbidae.

## Description
C'est un pigeon trapu très semblable en taille et en apparence générale au pigeon biset mais s'en différenciant par la queue qui se compose de deux bandes gris foncé, l'une à la pointe, l'autre à la base séparées par une large bande médiane presque blanche, un peu semblable en vol à celle du Pigeon des neiges.

## Comportement
C'est une espèce grégaire se nourrissant en bandes dans les champs en terrasses en hiver et nichant dans les falaises en été. Ses habitudes alimentaires sont similaires à celles du Pigeon biset étant principalement granivore et complétant son alimentation avec des pousses vertes et des feuilles et parfois de mollusques et d'escargots. Les mâles ont un salut similaire à celui du pigeon biset. La période de reproduction commence très tôt. Il niche en petites colonies dans les falaises et les rochers. Au Tadjikistan, il commence à nicher en février alors que de nombreux jeunes prennent tout juste leur envol en septembre, dans le nord du Tibet. Le nid est une plateforme de brindilles ou de tiges placées dans une anfruactuosité.

## Répartition
Son aire s'étend des monts Tian Shan et l'Himalaya à la Manchourie, le sud de la Sibérie et la péninsule coréenne.

## Sous-espèces
D'après Alan P. Peterson, 2 sous-espèces ont été décrites :
- Columba rupestris turkestanica Buturlin 1908 — de l'Asie centrale à l'Ouest du Tibet ;
- Columba rupestris rupestris Pallas 1811 — de l'Est du Tibet à la péninsule coréenne.